# Швец, Фёдор Петрович
Фёдор Петро́вич Швец (11 ноября 1882, Жаботин — 20 июня 1940, Прага) — украинский геолог, общественный и политический деятель. Профессор Киевского университета. Член ЦК Крестьянского союза и УПСР. В 1918—1919 годах — член Директории Украинской Народной Республики. С 1920 года — в эмиграции в Праге, профессор Украинского свободного университета и Украинского педагогического института имени Михаила Драгоманова.

## Биография
Родился в Жаботине Черкасского уезда. В 1909 году после окончания естественного факультета Дерптского университета работал ассистентом кафедры геологии. Участвовал в деятельности студенческого общества при университете. Был членом университетского общества, сотрудничал в терминологической комиссии Украинского научного общества в Киеве. В 1909—1916 годах преподавал естественные науки в Дерптской гимназии. В 1915 году получил должность доцента кафедры палеонтологии, занимался геологическими исследованиями на Керченском полуострове, Кавказе и в Крыму.
В марте 1917 года вернулся на Украину. На съезде деятелей украинского села (6—7 апреля 1917 года) Швеца избран членом ЦК Крестьянского союза от Черкасского уезда, а также членом ЦК Украинской партии социалистов-революционеров. В июне 1917 года на первом Всеукраинском крестьянском съезде вошел во Всеукраинский совет крестьянских депутатов и был кооптирован в Украинскую Центральную Раду. Избран в Всероссийское учредительное собрание в Киевском избирательном округе по списку № 1 (украинские социалисты-революционеры, Селянская спилка, украинские социал-демократы). Работал во 2-й киевской гимназии, состоял в оргкомитете по созданию Украинского народного университета. В сентябре 1918 года назначен профессором геологии Украинского государственного университета в Киеве и его первым проректором. В период украинского государства — член Украинского национального союза.
13 ноября 1918 Швец как представитель Крестьянского союза вместе с Владимиром Винниченко, Симоном Петлюрой, Афанасием Андриевским, Андреем Макаренко был избран в состав Директории УНР.
15 ноября 1919 по совместному решению Директории и правительства УНР Фёдор Швец и Андрей Макаренко выехали с дипломатическими поручениями за границу, передав всю полноту власти Симону Петлюре. 25 мая 1920 постановлением правительства УНР Швец был выведен из состава Директории УНР.
В эмиграции в Чехословакии — преподаватель украинских высоких учебных заведений. Жил в Праге. С 1923 года — профессор геологии Украинского свободного университета, а в 1924—1929 годах — украинского высшего педагогического института имени Драгоманова . В 1928—1929 Швец вместе с Афанасием Андриевским и Андреем Макаренко создали Украинскую Национальную Раду, которая, по мнению организаторов, должна была объединить приднепровских украинцев в эмиграции. Автор научных трудов по геологии. Умер в Праге 20 июня 1940, где и похоронен.